# Dorjpalamyn Narmandakh
Dorjpalamyn Narmandakh   (Darkhan, 18 de desembre de 1975) és un judoka mongol, ja retirat, que va competir durant les dècades de 1990 i 2000.
El 1996 va prendre part en els Jocs Olímpics d'Estiu d'Atlanta, on guanyà la medalla de bronze en la competició del pes extra lleuger del programa de judo.Quatre anys més tard, als Jocs de Sydney, quedà eliminat en setzens de final en la mateixa prova.
En el seu palmarès també destaquen una medalla d'or i tres de bronze al Campionat d'Àsia de judo entre 1993 i 2001.